# 9428 Анжелалоуїза
9428 Анжелалоуїза (9428 Angelalouise) — астероїд головного поясу, відкритий 26 лютого 1996 року.
Тіссеранів параметр щодо Юпітера — 3,274.